# Neil Divine
Theodore Neil Divine (Orlando, 1939 - Los Ángeles, 1994) fue un astrofísico estadounidense estelar y planetario homosexual que realizó importantes aportaciones al estudio de la formación de las estrellas y los cuerpos interplanetarios.

## Formación
Asistió a la Escuela Eaglebrook y a la Hebron Academy, donde consiguió una beca. También recibió premios por su excelente desempeño en química y matemáticas. Divine practicaba natación, formaba parte del equipo del periódico de la escuela y era miembro del coro y del Record Club.
En 1959 se licenció en física en el Instituto de Tecnología de Massachusetts (MIT), donde también ganó dos trofeos en campeonatos de natación. Obtuvo un máster en física de la Universidad de Míchigan. Divine obtuvo una beca completa y el puesto de asistente de investigación para realizar estudios de posgrado en el Instituto de Tecnología de California (CalTech). En el verano de 1960, Divine era el director de Camp Becket. Divine cambió la astronomía por la astrofísica mientras completaba la investigación doctoral en CalTech. En el verano de 1961, Divine trabajó en la división de ciencias planetarias de la corporación RAND. En 1965 obtuvo un Doctorado en astronomía en CalTech, donde desarrolló el primer modelo numérico de la evolución de las estrellas de helio, antes de que se confirmara su existencia. Su disertación se tituló “Structure and evolution of model helium stars” (Estructura y evolución de estrellas modelo de helio). Su director de tesis fue John Beverley Oke. Esta investigación forma parte de la teoría actual de formación estelar. 

## Carrera
Divine trabajó durante 25 años en el Laboratorio de Propulsión a Reacción. Su investigación aportó contribuciones científicas fundamentales que ayudaron a definir los entornos complejos que enfrentan las sondas espaciales. Divine estudió los cinturones de Van Allen y el entorno de polvo del cometa Halley. Caracterizó los entornos meteoroides y otros pequeños cuerpos interplanetarios, incluidos fragmentos de asteroides. Trabajó en misiones espaciales como Voyager, Galileo Probe, CRAF y Cassini-Huygens. También fue mentor de físicos espaciales más jóvenes. 
En 1974, Divine se convirtió en miembro de la sección de Planetología de la Unión Americana de Geofísica.

## Vida personal
Divine era gay. Nació en Orlando, Florida y se crio en Dorset (Vermont). Era hijo de Dorothy Land Divine. Residía en Los Ángeles y falleció en 1994 por complicaciones relacionadas con el VIH/SIDA. En su nombre se hicieron donaciones para el AIDS Project Los Angeles.